# Kazimierz Towpik
Kazimierz Andrzej Towpik (ur. 3 września 1938 w Cieszynie) – polski naukowiec, profesor nauk technicznych specjalizujący się w infrastrukturze transportu.

## Życiorys
Urodził się 3 września 1938 w Cieszynie, od 1939 mieszka w Warszawie, gdzie w 1944 przeżył powstanie. W 1956 ukończył VI Liceum Ogólnokształcące im. Tadeusza Reytana w Warszawie. Studia odbył na Wydziale Komunikacji Politechniki Warszawskiej, uzyskując w 1963 dyplom magistra inżyniera komunikacji.
W latach 1963–1968 pracował jako asystent w Katedrze Dróg Żelaznych Wydziału Komunikacji Politechniki Warszawskiej, a następnie od połowy 1968 do 1998 w Centralnym Ośrodku Badań i Rozwoju Techniki Kolejnictwa (obecnie Instytut Kolejnictwa), kolejno na stanowiskach starszego asystenta, adiunkta, kierownika pracowni oraz kierownika zakładu. W 1972 uzyskał stopień doktora nauk technicznych na Politechnice Krakowskiej, a w 1983 stopień doktora habilitowanego na Politechnice Poznańskiej. W 2007 otrzymał tytuł profesora. Jest profesorem w dyscyplinie transport i budownictwo, w specjalności infrastruktura transportu kolejowego, drogi kolejowe, diagnostyka, budowa i utrzymanie nawierzchni kolejowej. W latach 1984–1987 oraz 1993–97 prowadził zajęcia dydaktyczne w Politechnice Radomskiej. W latach 1989–1991 pracował w Instytucie Badań Kolejowych (ORE/ERRI) w Holandii, a następnie w Komisji oraz Podkomisjach Międzynarodowego Związku Kolejowego (UIC), jako przedstawiciel polskich kolei. Przez wiele lat, jako ekspert uczestniczył w badaniach prowadzonych przez kilka Komitetów Rzeczoznawców i Grup Roboczych ERRI na zlecenie UIC. W 1998 podjął pracę na Wydziale Transportu Politechniki Warszawskiej, gdzie w latach 1999–2006 kierował Zakładem Infrastruktury Transportu.
Od 2008 pracuje na stanowisku profesora zwyczajnego w Międzynarodowej Wyższej Szkole Logistyki i Transportu we Wrocławiu. Od 1964 r. jest żonaty, ma jedną córkę. Zainteresowania: muzyka poważna i ogród.

## Stanowiska
- Asystent i starszy asystent w Katedrze Dróg Żelaznych Wydziału Komunikacji Politechniki Warszawskiej (w latach 1963–1967)
- Starszy asystent, adiunkt, docent, profesor nadzwyczajny i Kierownik Pracowni oraz Zakładu w Centralnym Ośrodku Badań i Rozwoju Techniki Kolejnictwa (obecnie Instytutu Kolejnictwa) (w latach 1968–1997)
- Profesor nadzwyczajny Politechniki Radomskiej na Wydziale Transportu w Instytucie Systemów Transportowych i Eksploatacji Taboru Kolejowego
- Radca techniczny w Instytucie Badań Kolejowych (ERRI) w Utrechcie (Holandia) (w latach 1987–1991)
- Dyrektor Zarządzający Komisji UIC „Urządzenia Stałe” oraz przedstawiciel PKP w Podkomisji UIC (w latach 1992–1993)
- Kierownik Zakładu Infrastruktury Transportu na Wydziale Transportu Politechniki Warszawskiej (w latach 1999–2006)
- Profesor zwyczajny w Międzynarodowej Wyższej Szkole Logistyki i Transportu we Wrocławiu (od roku 2008)
- Z-ca Kierownika Projektu w 6 Programie Ramowym Unii Europejskiej[2]

## Członkostwa
- Członek Sekcji Inżynierii Komunikacyjnej Komitetu Inżynierii Lądowej i Wodnej PAN od 1984 do chwili obecnej
- Członek kilku Komitetów Rzeczoznawców i Grup Roboczych Instytutu Badań Kolejowych UIC w Utrechcie (w latach 1972–2003)
- Członek Stowarzyszenia Inżynierów i Techników Komunikacji RP (od 1969 r.)
- Członek Rady Naukowej PKP „Duże prędkości” (od 2007 r.)[2]

## Nagrody, wyróżnienia, odznaczenia
- Dwukrotnie Srebrny Krzyż Zasługi (1976, 1998)
- Medal Komisji Edukacji Narodowej (2008)
- Wyróżnienia i dyplomy Ministra Komunikacji (1970-1987)
- Nagroda Zespołowa Ministra Nauki, Szkolnictwa Wyższego i Techniki za współautorstwo podręcznika akademickiego (1987)
- Nagroda indywidualna Rektora PW za osiągnięcia naukowe oraz nagroda zespołowa II stopnia za osiągnięcia dydaktyczne (2006)
- Nagroda Ministra Infrastruktury za najlepszą książkę o tematyce transportowej w roku akademickim 2006/2007
- Dyplom uznania Prezesa Stowarzyszenia Inżynierów i Techników Komunikacji za kierowanie pracą magisterską nagrodzoną przez Ministra Infrastruktury w 2005 roku[2]

## Ważne publikacje
Autor i współautor ponad 100 publikacji naukowych oraz 10 książek i skryptów.
Ważniejsze pozycje:
- Ocena podparcia toru kolejowego na podstawie tłumienia wymuszonych drgań podkładów. Archiwum Inżynierii Lądowej, Tom XXVI, Zeszyt 3, Warszawa 1980
- Experimental and numerical analysis of residual stresses in switch blades (Doświadczalna i numeryczna analiza naprężeń własnych w iglicach rozjazdowych), Archives of Civil Engineering L, 2, Warszawa 2004, L. Kwaśniewski, P. Kowalczyk
- Variability of stress and longitudinal force distributed in continuous welded rail tracks (Zmienność naprężeń i sił podłużnych wzdłuż toru bezstykowego) Archives of Civil Engineering L, 4, Warszawa 2006
- Infrastruktura transportu kolejowego. Skrypt akademicki. Oficyna Wydawnicza Politechniki Warszawskiej, Warszawa 2004,
- Infrastruktura drogi kolejowej. Obciążenia i trwałość nawierzchni kolejowej, Monografia, Biblioteka Problemów Eksploatacji, ITE, Warszawa – Radom 2006
- Koleje dużych prędkości – infrastruktura drogi kolejowej. Oficyna Wydawnicza Politechniki Warszawskiej, Warszawa 2012[2]